# Pseudochlorisanis
Pseudochlorisanis is een kevergeslacht uit de familie van de boktorren (Cerambycidae). De wetenschappelijke naam van het geslacht werd voor het eerst geldig gepubliceerd in 1954 door Breuning.

## Soorten
Pseudochlorisanis is monotypisch en omvat slechts de volgende soort:
- Pseudochlorisanis similis (Gahan, 1907)